# Assolutamente lui - Zettai kareshi
Assolutamente lui - Zettai kareshi (絶対彼氏。?, Zettai kareshi.) è un manga in sei volumi di Yuu Watase, serializzato per la prima volta sulla rivista Shōjo Comic.
La serie è stata in seguito adattata in un dorama di undici episodi dal titolo Zettai kareshi - Kanzen muketsu no koibito robot (絶対彼氏 ～完全無欠の恋人ロボット～?, lett. Assolutamente lui - L'amante robot perfetto). A ottobre 2010 è stata confermata la produzione di una versione taiwanese che andrà in onda nel 2012, analogamente con la versione sud coreana.

## Trama
Riiko Izawa è una sedicenne che vive sola poiché i suoi genitori viaggiano molto per lavoro. Non essendo molto dotata in cucina e nei lavori di casa è Soshi, il suo vicino ed amico d'infanzia ad occuparsi di lei.
Il sogno di Riiko è di trovare un fidanzato, ma ogni volta che si dichiara a qualcuno, viene immediatamente respinta. Proprio dopo l'ennesima delusione d'amore, la ragazza trova in un giardino pubblico un cellulare che stava suonando.
Riiko risponde e trova dall'altro capo del telefono il legittimo proprietario del telefonino, Gaku Namikiri. Per ripagare Riiko di avergli riportato l'oggetto smarrito, Gaku promette a Riiko di ripagarla con qualsiasi cosa. Pur perplessa, Riiko domanda un fidanzato.
Con naturalezza, Gaku dona alla ragazza un biglietto da visita della Kronos Heaven, la ditta per cui lavora: sul biglietto è riportato l'indirizzo di un sito web chiamato "Lover Shop"!
Arrivata a casa, seppure incredula, la ragazza decide di dara una sbirciatina al "Lover Shop" e scopre che da questo sito si può ordinare un fidanzato su misura!
Riiko si diverte dunque a impostare le infinite caratteristiche del suo uomo ideale.
Il giorno dopo arriva a casa sua un pacco enorme: mentre lo apre, Riiko viene travolta da qualcosa di molto pesante. Si direbbe a tutti gli effetti un essere umano.
Ad un attento esame, l'oggetto si rivela un androide e per metterlo in funzione è necessario baciarlo sulla bocca. Dopo la sorpresa iniziale, Riiko si fa coraggio e bacia Night, come lei stessa chiama il suo ragazzo ideale.
Dopo essere stato acceso, Night può finalmente attuare quello per cui è stato programmato: diventare il ragazzo perfetto per lei.

## Personaggi
- Riiko Izawa: protagonista della storia, ha 16 anni ed è una ragazza comune, non eccelle né per l'aspetto fisico né per l'intelligenza, anzi, è negata in tutte le materie. Oltre alla difficoltà nello studio, si distingue per la straordinaria sfortuna in amore: tutti i ragazzi ai quali si è dichiarata l'hanno respinta. Nonostante le difficoltà, Riiko è una ragazza gentile, ama divertirsi ed ha a cuore l'amicizia. È una grande sognatrice, pur non essendo molto furba.
- Night Tenjo è un androide prodotto dalla Kronos Heaven, fa parte della serie Nightly Lover. L'aspetto fisico è stato studiato per far innamorare, oltretutto è possibile impostare il suo carattere come si desidera. Night è programmato per eccellere sotto ogni punto di vista, dallo studio allo sport. Si tratta pur sempre di un androide, per questo, il comportamento degli esseri umani gli risulta spesso incomprensibile, ad esempio non capisce perché sia sbagliato svestirsi davanti alla gente. Questa caratteristica lo fa sembrare molto ingenuo. Il suo desiderio è quello di diventare il più umano possibile, in modo da farsi amare sempre di più da Riiko.
- Soshi Asamoto è il vicino di casa e amico d'infanzia di Riiko. I genitori della sua amica sono sempre in viaggio ed è lui ad occuparsi di lei: che questa vicinanza possa diventare amore? Riesce bene nello studio ed aiuta Riiko nei problemi scolastici. È un ragazzo molto serio, sul quale si può sempre contare. Abita con il fratellino Masaki, poiché il padre fotografo è sempre per il mondo. Soshi ha la passione per la cucina e lavora in un ristorante vietnamita.
- Namikiri Gaku è un tipo strano e misterioso, come l'azienda per la quale lavora, la Cronos Heaven. Si sa poco sul suo conto, a parte che è il proprietario del telefono che Riiko ha trovato nei giardini pubblici. Quando Riiko lo incontra, lo crede un cosplayer a causa degli inusuali vestiti. Ogni volta che succede qualcosa ai protagonisti Gaku è sempre presente: come farà?
- Mika Ito fin dall'infanzia, è la migliore amica di Riiko. Mika è l'opposto di Riiko, essendo molto popolare: grazie alla sua bellezza e sicurezza in sé, nessun ragazzo può resisterle. Proprio per questo, ha molte difficoltà a fare amicizia con le ragazze: a parte Riiko, le altre non la sopportano.
- Satori Miyabe è una compagna di classe di Riiko. Se ne sta sempre sola e sembra non avere amici. Nel corso della storia si avvicinerà a Riiko e le fornirà preziosi consigli ed un lavoretto part time. La caratteristica di Miyabe è il suo forte attaccamento al denaro, lo si direbbe la sua ragione di vita.
- Yoshiharu e Makiko Izawa : Yoshiharu è il padre di Riiko e ha 43 anni. Sua madre, Makiko, invece ha 39 anni. A causa del loro lavoro trascorrono molto poco tempo a casa, costringendo la nostra protagonista a vivere sola. Sono stati loro a chiedere a Soshi di occuparsi di lei.
- Toshiki Shirasaki era un compagno delle elementari di Riiko, nonché suo primo amore. Dopo le elementari, si è trasferito senza approfondire il legame con Riiko. Cosa succederà quando lui ed il fratellino Yuki torneranno nella vita di Riiko?
- Masaki Asamoto è il fratello minore di Soshi, nonché suo confidente riguardo a Riiko. I due fratelli sono opposti nel carattere: tanto Soshi è calmo e riflessivo, tanto Masaki è schietto ed impulsivo.
- Muyai è il padrone del ristorante vietnamita dove lavorano Riiko e Soshi. È un tipo molto bizzarro.

## Volumi manga
| Nº | Volume   | Data di prima pubblicazione          | Data di prima pubblicazione |
| Nº | Volume   | Giapponese                           |                             |
| 1  | Volume 1 | 25 ottobre 2003 ISBN 978-4091384614  |                             |
| 2  | Volume 2 | 26 gennaio 2004 ISBN 978-4091384621  |                             |
| 3  | Volume 3 | 26 aprile 2004 ISBN 978-4091384638   |                             |
| 4  | Volume 4 | 26 luglio 2004 ISBN 978-4091384645   |                             |
| 5  | Volume 5 | 26 ottobre 2004 ISBN 978-4091384652  |                             |
| 6  | Volume 6 | 25 febbraio 2005 ISBN 978-4091384669 |                             |

## Episodi serie TV
| Nº       | Giapponese 「Kanji」 - Rōmaji | In onda        | In onda |
| Nº       | Giapponese 「Kanji」 - Rōmaji | Giapponese     |         |
| 1        | 「愛を捧げるロボット」 - Ai wo sasage ru robotto | 15 aprile 2008 |         |
| 2        | 「超貧乏愛」 - Chōbinbō ai | 22 aprile 2008 |         |
| 3        | 「超略奪愛」 - Chō ryakudatsu ai | 29 aprile 2008 |         |
| 4        | 「超キス愛」 - Chō kisu ai | 6 maggio 2008  |         |
| 5        | 「超嫉妬愛」 - Chō shitto ai | 13 maggio 2008 |         |
| 6        | 「廃棄処分」 - Haikishobun | 20 maggio 2008 |         |
| 7        | 「届いた愛」 - Todoi ta ai | 27 maggio 2008 |         |
| 8        | 「新型の愛」 - Shingata no ai | 3 giugno 2008  |         |
| 9        | 「恋しくて」 - Koishi kute | 10 giugno 2008 |         |
| 10       | 「渡さない」 - Watasa nai | 17 giugno 2008 |         |
| 11       | 「キセキ」 - Kiseki | 24 giugno 2008 |         |
| speciale | 「愛してるよリイコ… 理想の恋人ロボが奇跡の復活!! 封じ込めた想いが今再び… 僕はどうしてロボットなのでしょうか?… さよなら、ナイト…」 - Aishiteruyo rīko… risō no koibito robo ga kisekinofukkatsu!! Fūjikometa omoi ga ima futatabi… boku wa dōshite robottona nodeshou ka?… Sayonara, naito… | 24 marzo 2009  |         |